# Завод суперфосфату у Моррінсвіллі
Завод суперфосфату у Моррінсвіллі — колишнє підприємство хімічної промисловості на Північному острові Нової Зеландії.
Завод суперфосфату ввела в дію у 1958-му Kiwi Fertiliser Company, дочірня компанія New Zealand Farmers Fertiliser (з 1985-го останню перейменували на Fernz Corporation). Це був єдиний в країні майданчик, що знаходився у віддаленні від узбережжя – всі інші заводи розміщувались поблизу портів, оскільки необхідно було імпортувати фосфорити та сірку (з останньої отримували сульфатну кислоту, дією якої на фосфорити і продукували добриво). Втім, у випадку з Моррінсвілем очікували, що наближення до споживачів дозволить компенсувати додаткові витрати на транспортування сировини.
Kiwi Fertiliser довелось вести запеклу боротьбу з конкурентом в особі  Bay of Plenty Co-Operative Fertiliser Company, що мала завод суперфосфату в Маунт-Мангануї (за півсотні кілометрів на схід від Моррінсвілля).
В 1980-х промисловість добрив Нової Зеландії потрапила у серйозну кризу (зокрема, через припинення державних субсидій), що призвело до закриття цілого ряду виробничих майданчиків, одним з яких став завод у Моррінсвіллі. При цьому в 1987-му відбулось злиття Kiwi Fertiliser з Bay of Plenty Co-Operative Fertiliser в компанію BOP Fertiliser, в якій Fernz Corporation стала молодшим партнером з часткою у 40%.